# Ehrenwirth Verlag
Der Ehrenwirth Verlag (zuvor Franz Ehrenwirth Verlag GmbH & Co. KG) ist ein am 1. September 1945 gegründeter Literatur- und Schulbuchverlag in der Rechtsform einer Gesellschaft mit beschränkter Haftung mit Sitz in München (Schwanthalerstraße 91). Er gehört seit 1997 zur Verlagsgruppe Bastei Lübbe.
Bereits vor der Lizenzerteilung am 5. Dezember 1945 durch die amerikanischen Besatzer erschien im November ein deutsch-englisches Wörterbuch. Der Verlag bildete im Laufe der Zeit zwei Stränge aus: In der ersten Abteilung befassten sich Mitarbeiter mit der Veröffentlichung von Belletristik, Sachbüchern und Hobbyratgebern. Zum einen profitierte Franz Ehrenwirth von seinen vorigen Anstellungen und konnte so zum Beispiel die Rechte an Gertrud von le Fort übernehmen. Zum anderen war er auf der Höhe der Zeit, sowohl mit seinem Wörterbuch als auch zum Beispiel mit Werner Büdelers Aufbruch in den Weltraum. In der zweiten Abteilung, die sich in den Jahren nach 1965 überproportional ausweitete, wurden Fachbücher aus den Gebieten Pädagogik und Philosophie entwickelt. Außerdem wurden Lehrmittel und Zeitschriften verlegt.
Bekanntere bei Ehrenwirth verlegte Autoren neben Getrud von le Fort sind Horst Wolfram Geißler, Benedikt Hirschbold, Georg Lohmeier, Anton Neuhäusler (Pseudonym Franz Ringseis), Kurt Preis, Rudolf Reiser, Nina Ruge und Kurt Seeberger.